# Glorious Purpose (Temporada 1)
«Glorious Purpose» (en español, «Un glorioso propósito») es el primer episodio de la serie de televisión estadounidense Loki, basada en el personaje Loki de Marvel Comics. Sigue una versión alternativa del personaje, que creó una nueva línea de tiempo durante los eventos de Avengers: Endgame (2019), cuando es arrestado por la misteriosa Autoridad de Variación Temporal (AVT).  El episodio está ambientado en el Universo cinematográfico de Marvel (UCM), compartiendo continuidad con las películas de la franquicia. Fue escrito por el creador de la serie Michael Waldron y dirigido por Kate Herron.
Tom Hiddleston repite su papel de Loki de la saga cinematográfica, con Gugu Mbatha-Raw, Wunmi Mosaku, Eugene Cordero, Tara Strong y Owen Wilson también como protagonistas. Waldron fue contratado en febrero de 2019 como guionista principal de la serie, y Herron se unió en agosto. El rodaje se llevó a cabo en Pinewood Atlanta Studios, y localizaciones en el área metropolitana de Atlanta.
«Glorious Purpose» se estrenó en Disney+ el 9 de junio de 2021. Se convirtió en el estreno de Disney+ más visto y recibió elogios de la crítica, con elogios en particular para la química en pantalla de Hiddleston y Wilson juntos.

## Argumento
Después de la batalla de Nueva York en 2012, Loki escapa con el Tesseract, creando una línea de tiempo ramificada. Es rápidamente arrestado por oficiales de Autoridad de Variación Temporal (AVT) y llevado a su cuartel general, donde no puede usar su magia. A Loki se le dice que la AVT mantiene una línea de tiempo singular llamada "Línea de tiempo sagrada" que ha sido formada por los Guardianes del Tiempo para evitar una guerra multiversal entre diferentes líneas de tiempo. Lo hacen "restableciendo" las líneas de tiempo ramificadas y las "variantes" que las causan.
Loki se enfrenta a un juicio por "crímenes contra la Sagrada Línea de Tiempo", con Ravonna Renslayer como juez. Inicialmente, no se toma el procedimiento en serio, antes de culpar a los Vengadores, cuyo propio viaje en el tiempo hizo que entrara en contacto con el Tesseract. Renslayer rechaza estas afirmaciones, explicando que las acciones de los Vengadores siguieron la Línea de Tiempo Sagrada, mientras que las de Loki no. Ella lo encuentra culpable y lo sentencia a ser reiniciado, pero el agente de AVT Mobius M. Mobius interviene ya que cree que esta variante de Loki podría serles útil. En el Teatro del Tiempo, Mobius cuestiona las fechorías pasadas de Loki y revisa momentos de la vida de Loki, como su derrota a manos de los Vengadores. Loki dice que quiere gobernar para poder liberar a sus posibles sujetos de la carga de tomando decisiones equivocadas. Mobius cuestiona si Loki disfruta lastimar a otros, pero Loki critica el control de AVT sobre la línea de tiempo e insiste en que él tiene el poder de tomar sus propias decisiones. Mobius revela que en el futuro previsto de Loki, inadvertidamente causa la muerte de su madre adoptiva Frigga.
Loki intenta escapar hasta que se da cuenta de que Tesseract y otras gemas del infinito son impotentes en comparación con el poder de la AVT. Regresa al Teatro del Tiempo y ve el resto de su futuro previsto, incluida su relación mejorada con su hermano adoptivo Thor, la muerte de su padre adoptivo Odin, y su propia muerte a manos de Thanos. Loki se da cuenta de que no puede volver a su línea de tiempo y acepta ayudar a Mobius a cazar al asesino de varios oficiales de la AVT, que ha estado robando la tecnología que utilizan para restablecer las líneas de tiempo. Mobius revela que este fugitivo es otra variante de Loki.

## Producción

### Desarrollo
Para septiembre de 2018, Marvel Studios estaba desarrollando una serie limitada protagonizada por Loki de Tom Hiddleston de las películas del Universo cinematográfico de Marvel (UCM). El CEO de Disney, Bob Iger, confirmó que Loki estaba en desarrollo en noviembre. Michael Waldron fue contratado como escritor principal en febrero de 2019, y también estaba listo para escribir el primer episodio de la serie, con Kate Herron contratada para dirigir la serie en agosto. Herron y Waldron son productores ejecutivos junto a Kevin Feige, Louis D'Esposito, Victoria Alonso y Stephen Broussard de Hiddleston y Marvel Studios. El primer episodio se titula «Glorious Purpose», que se toma de una frase que dice Loki en el episodio, así como en sus apariciones en películas de UCM.

### Escritura
Este episodio comienza con la versión 2012 de Loki de Avengers: Endgame (2019) que crea una línea de tiempo ramificada, lo que significa que no ha experimentado los eventos de Thor: The Dark World (2013) a Avengers: Infinity War (2018). Waldron supo desde el principio que el personaje necesitaría experimentar esos eventos de alguna manera para iniciarlo en un viaje diferente que el escritor esperaba que fuera "igualmente satisfactorio" como la historia del personaje en las películas.  Encontrar los momentos adecuados de su vida para que Loki los presenciara fue muy importante para el equipo creativo. Como parte del discurso de Herron a Marvel, ella había hecho referencia a una escena de Minority Report (2002) donde John Anderton ve una proyección de su esposa como algo que Loki debería experimentar. Sintió que abordar la historia de Loki de esta manera era "un dispositivo de narración tan inteligente" y una buena manera de informar a la audiencia sobre su historia si estaban menos familiarizados con el personaje. Incluir la muerte de Frigga fue "un momento muy importante para que él vea" según Herron porque ese personaje era "su corazón", mientras que Hiddleston sugirió incluir a Odin diciendo "Te amo hijos míos". El objetivo también era mostrar que Loki tenía "algunas victorias y mostrar que tenía espacio para el cambio y el crecimiento". Waldron y su sala de escritores sintieron que la comprensión de Loki, de su propósito general en su vida era una reminiscencia de la comprensión de Buzz Lightyear de que él era un juguete y no un guardabosques espacial en Toy Story (1995).
Herron calificó el video informativo de Miss Minutes del episodio como "genio" porque fue capaz de aportar ligereza junto con la necesaria "construcción del mundo" de una manera rápida para explicar quiénes son los AVT, y agregó que era "realmente un manera inteligente de ... ver la AVT a través de los ojos de Loki" y hacer que la audiencia aprenda las reglas de la AVT junto con él. Revelar que los gemas del infinito son impotentes en la AVT tenía la intención de establecer la organización como "el poder real en el universo" después de que anteriormente se creía que las gemas eran el mayor poder. Herron sintió que hacer esto estableció un "terreno completamente nuevo" para el UCM con "nuevas reglas y nuevo poder". Waldron eligió mostrar que Loki era el criminal conocido como D. B. Cooper como una forma de rendir homenaje a una teoría viral de los fanáticos de que Don Draper de la serie Mad Men estaba destinado a convertirse en Cooper. Este momento también fue elegido para proporcionar un ejemplo de un momento en el que la audiencia podría haber pensado que la Autoridad de Variación Temporal (AVT) habría intervenido en su vida, pero no lo hizo. Herron había imaginado el episodio como el prólogo de la serie, con el segundo episodio más del primer capítulo.

### Casting
El episodio está protagonizado por Tom Hiddleston como Loki, Gugu Mbatha-Raw como Ravonna Renslayer, Wunmi Mosaku como Hunter B-15, Eugene Cordero como Casey, Tara Strong como la voz de Miss Minutes y Owen Wilson como Mobius M. Mobius.: 46:57–47:36  También aparecen Derek Russo como Hunter U-92 y y el comediante Josh Fadem como Martin.: 48:23  Además, los miembros de los Vengadores aparecen en imágenes de archivo de Avengers: Endgame,[cita requerida] con otros miembros del elenco de UCM que aparecen en imágenes de diferentes películas como Rene Russo como Frigga, Anthony Hopkins como Odin, Clark Gregg como Phil Coulson, y Josh Brolin como Thanos. Herron, una fanática de la comedia, estaba buscando comediantes que fueran divertidos de incluir en la serie, y dijo que elegir a Fadem en el episodio era "un milagro".

### Filmación
La filmación tuvo lugar en los estudios Pinewood Atlanta en Atlanta, Georgia,: 9  con la dirección de Herron, y Autumn Durald Arkapaw como directora de fotografía.: 2  La filmación en locaciones se llevó a cabo en área metropolitana de Atlanta. Se utilizó un set práctico para cuando Loki y Mobius salen del ascensor y caminan por un pasillo largo para que Herron y Arkapaw lo filmen con tomas largas. Herron sintió que tener este aparato le dio un "nivel de realidad" a la AVT para que "se sintiera como un espacio real y vivo".
La secuencia de apertura presenta imágenes de Avengers: Endgame filmadas por los directores Anthony y Joe Russo, con Herron usando diferentes tomas y ángulos de las imágenes que no se usaron en la película, además de filmar material nuevo como Loki saludando a Hulk en el ascensor. Herron creó la secuencia de esta manera para que se contara más desde el punto de vista de Loki, sin dejar de tener una cadencia familiar para la audiencia. Le recordó el uso del punto de vista en Rashomon (1950). Cuando Loki es arrestado por AVT, Hunter B-15 lo golpea con un Time Stick que golpea a Loki en cámara lenta. La escena se filmó varias veces, incluida una con los dos personajes juntos, una vez para los personajes por separado y al menos una vez con Hiddleston filmada a cámara lenta. Luego, los diferentes elementos se combinaron mediante efectos visuales. Para la escena posterior en la que Loki obliga a B-15 a saltar en el tiempo, Mosaku tuvo que filmar alrededor de 25 tomas en diferentes ubicaciones que luego se combinaron con efectos visuales.
Para la pila de papel que se le pide a Loki que firme cuando llegue a la AVT, que incluye todo lo que ha dicho alguna vez, Herron dijo que hubo mucho debate sobre qué tan grande debería ser la pila. El departamento de utilería de la serie tomó todo lo que dice Loki en las películas de UCM y trató de extrapolar eso usando las matemáticas para crear una pila de papel que parecía que podría ser de manera realista todo lo que el personaje había dicho alguna vez. Reconoció que habría "un debate muy acalorado en Reddit sobre el tamaño de ese papel". Al incorporar el metraje de películas anteriores de UCM que destacaban la vida de Loki, Herron era consciente de no hacerlo como un programa de clips, sino más bien "como una obra de su vida". Ella reprodujo el metraje en su computadora en el set para que Hiddleston reaccionara al filmar la secuencia. Durante el flashback de D. B. Cooper, Herron cambió la relación de aspecto a pantalla completa ya que era un "gran momento cinematográfico" que no se había visto antes. Se utilizó un set práctico para cuando Loki y Mobius salen del ascensor y caminan por un pasillo largo para que Herron y Arkapaw lo filmen con tomas largas. Herron sintió que tener este aparato le dio un "nivel de realidad" a la AVT para que "se sintiera como un espacio real y vivo".

### Animación y efectos visuales
Titmouse, Inc. animó el video informativo de Miss Minutes, y Herron disfrutó de que se usara la animación dibujada a mano, ya que era un estilo que ya no se usa con frecuencia. El video se inspiró en la caricatura de Mr. DNA en Jurassic Park (1993) y anuncios de servicio público de "todas las épocas" que inspiraron a Herron. Strong, quien da voz a Miss Minutes, disfrutó de la comparación de Mr. DNA porque AVT y Jurassic Park tenían la "yuxtaposición de tecnología moderna de muy alta gama con animación muy básica y clásica de los 60 y 70". Los comentaristas notaron que algunas inspiraciones de animación incluyeron anuncios de servicio público de la década de 1950 para la industria automotriz (el video de Miss Minutes comienza de manera similar a Magic Highway USA de Walt Disney, mientras que tiene diseños de personajes, tono y estilo de narración similares a Your Safety First producido por Automobile Manufacturers of America ); los documentales espaciales de Disney de la década de 1950 creados por Ward Kimball; la animación "moderna de mediados de siglo" promovida por United Productions of America; y los dibujos animados de Warner Bros. Cartoons, Fantasías animadas de ayer y hoy y Duck Dodgers in the 24½th Century (1953).
Los efectos visuales para el episodio fueron creados por Method Studios, Lola Visual Effects, FuseFX, Crafty Apes, Cantina Creative, Industrial Light & Magic (que también proporcionó animación), Luma Pictures y Rise.: 49:34–49:56 

## Marketing
Después del lanzamiento del episodio, Marvel anunció productos inspirados en el episodio como parte de su promoción semanal "Marvel Must Haves" para cada episodio de la serie, incluidos Funko Pops, ropa, accesorios, la novela para adultos jóvenes, "Loki: Where Mischief Lies" y carteles. La mercancía se centró en AVT, Mobius y Miss Minutes. Marvel también lanzó un póster promocional de «Glorious Purpose», que incluía una cita del episodio.

## Lanzamiento
«Glorious Purpose» fue lanzado en Disney+ el 9 de junio de 2021.

## Recepción

### Audiencias
El CEO de Disney, Bob Chapek, anunció que «Glorious Purpose» fue el estreno de la serie más vista para el servicio de transmisión en su primera semana. La aplicación de seguimiento de espectadores Samba TV, que mide al menos cinco minutos de audiencia en televisores inteligentes en 3 millones de hogares, informó que «Glorious Purpose» fue el estreno de la serie Marvel Disney+ más visto en su primer día en los Estados Unidos con 890.000 hogares viendo el episodio, así como la mejor audiencia de cinco días para Disney+ con 2,5 millones de visitas en hogares. Estos se adelantaron a los estrenos de WandaVision (759.000 hogares el primer día; 1,6 millones en cinco días) y The Falcon and the Winter Soldier (655.000; 1,8 millones).

### Respuesta crítica
El sitio web del agregador de reseñas, Rotten Tomatoes informó una calificación de aprobación del 97% con una puntuación promedio de 8/10 basada en 17 reseñas. El consenso crítico del sitio dice: "Aunque «Glorious Purpose» soporta el peso de una enorme cantidad de exposición, no se puede negar la alegría de la química en ciernes de Tom Hiddleston y Owen Wilson".
Dándole a «Glorious Purpose» una "A–", Caroline Siede en The A.V. Club sintió que la serie iba a ser "un viaje increíblemente divertido" basado en el humor del episodio que sintió que era mejor que los "intentos tensos" en The Falcon and the Winter Soldier. Aunque sintió que el episodio fue principalmente una exposición sin mucho de la historia, incluidos clips de películas anteriores de UCM, Siede nunca sintió que el episodio se arrastrara ya que "parte de la diversión es ver a la franquicia revisitar y recontextualizar su propio pasado". Sintió que el estreno combinaba la "construcción del mundo táctil de Guardianes de la Galaxia con el humor poco convencional de Ant-Man y los reflejos carnosos de los personajes de Iron Man 3". Alan Sepinwall de Rotten Tomatoes sintió que el estreno luchó por "cargar con la carga" de todo lo que Waldron y Herron estaban tratando de lograr, pero descubrió que las actuaciones de Hiddleston y Wilson impidieron que el episodio "colapsara bajo el peso" de todos sus exposición. En general, sintió que «Glorious Purpose» era "un punto de partida tan bueno como cualquier otro para la primera aventura de Loki como protagonista de MCU" y creía que la serie estaba "comenzando para ser más entretenida y más extraña" que los primeros episodios de The Falcon and the Winter Soldier.
Siddhant Adlakha, que escribe para IGN, sintió que el episodio tenía "varias risas y conceptos divertidos, [pero fue] uno en el que el drama no siempre encaja perfectamente". Adlakha disfrutó del "clásico acto de dos hombres" de Hiddleston y Wilson, pero sintió que los segmentos dramáticos que rompieron sus bromas eran "mucho menos convincentes" e hicieron que el episodio se sintiera como un programa de clips. También se elogió la música de Holt que "agrega un sentido de extrañeza y posibilidad" y el diseño de producción de Kasra Farahani, con Adlakha dando a «Glorious Purpose» un 7 sobre 10. En su resumen del episodio de Entertainment Weekly, Lauren Morgan dijo: "El primer episodio muestra que a Loki le queda mucha vida y la nueva serie de Disney+ promete examinar aspectos del Dios de las travesuras que nunca vimos en las películas. ". Ella creía que Hiddleston se estaba "divirtiendo" en el papel y la pareja de él con Wilson fue "nada menos que inspirada", ya que nunca estuvo segura de quién tenía la ventaja o estaba diciendo la verdad en sus intercambios. Además, Morgan llamó a los televisores AVT un "festín visual".